# 米斯科

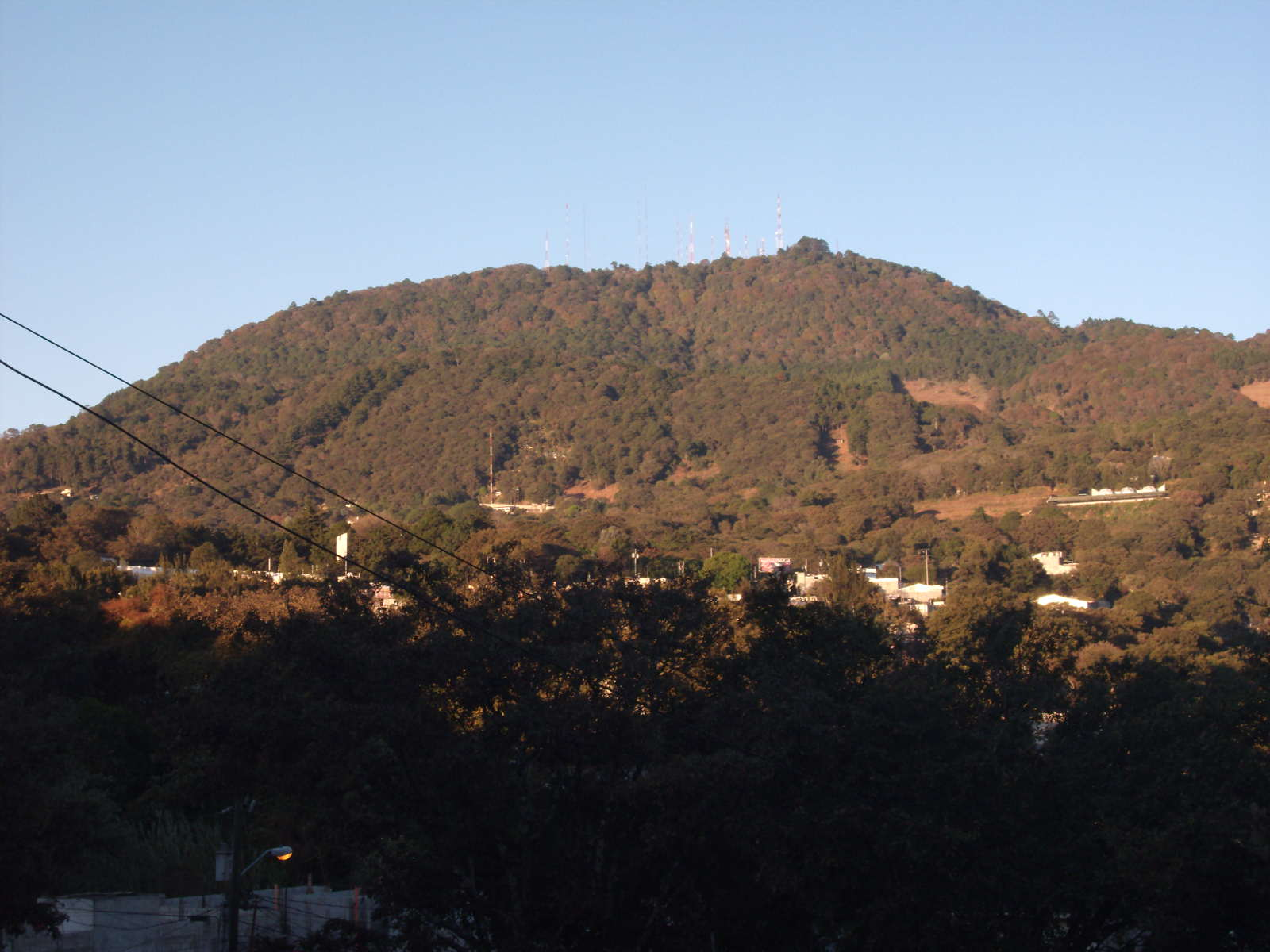

米斯科（西班牙語：Mixco）是危地馬拉的城市，由危地馬拉省，位於該國中南部，距離首都危地馬拉市19公里，始建於1526年，面積132平方公里，海拔高度1,600米，2010年人口688,124。